# Wild (canción de Troye Sivan)
«Wild» —en español, «Salvaje»— es una canción interpretada por el cantante australiano Troye Sivan. Esta canción está incluida en su tercer y cuarto álbum Wild, Blue Neighbourhood. Wild fue publicado el 4 de septiembre de 2015 y Blue Neighbourhood fue publicado el 4 de diciembre de 2015. El video musical «Wild» fue publicado el 3 de septiembre, en el canal de Youtube «TroyeSivanVEVO».

## Listas
Versión solista original
| Lista (2015)                           | Mejor posición |
| -------------------------------------- | -------------- |
| Australia (ARIA)                       | 16             |
| Canadá (Canadian Hot 100)              | 72             |
| Irlanda (IRMA)                         | 62             |
| Nueva Zelanda (Recorded Music NZ)      | 29             |
| Escocia (Scottish Singles Sales Chart) | 50             |
| España (Top 100 Canciones)             | 50             |
| Reino Unido (UK Singles Chart)         | 62             |

## Versión con Alessia Cara

### Posicionamiento en las listas
| Lista (2016)                                | Mejor posición |
| ------------------------------------------- | -------------- |
| Australia (ARIA)                            | 26             |
| Bélgica (Flandes) (Ultratip Bubbling Under) | 12             |
| Bélgica (Valonia) (Ultratip Bubbling Under) | 50             |
| Estados Unidos (Mainstream Top 40)          | 30             |

## Historial de lanzamientos
| Región         | Fecha                   | Versión          | Formato          | Discográfica  | Ref.   |
| -------------- | ----------------------- | ---------------- | ---------------- | ------------- | ------ |
| Australia      | 4 de septiembre de 2015 | Versión solista  | Digital download | EMI Australia | [ 12 ] |
| Todo el Mundo  | 23 de junio de 2016     | con Alessia Cara | Digital download | EMI Australia | [ 13 ] |
| Estados Unidos | 28 de junio de 2016     | con Alessia Cara | Top 40 radio     | Capitol       | [ 14 ] |